# Jem Carney
Jem Carney est un boxeur anglais combattant à mains nues né le 5 novembre 1856 à Birmingham et mort le 8 septembre 1941 à Londres.

## Carrière
Invaincu depuis ses débuts professionnels en 1878, il affronte le 20 décembre 1884 Jake Hyams pour le titre de champion d'Angleterre des poids légers et s'impose au terme de 45 reprises et 1h45 de combat. En juin 1887, Carney bat à Long Island Jimmy Mitchel en 11 rounds et 5 mois plus tard, il fait match nul en 74 reprises contre le champion du monde des poids légers irlandais Jack McAuliffe à Revere, Massachusetts.
En 1891, il perd son titre britannique après s'être blessé au 11e round de son combat contre Dick Burge et décide alors de prendre sa retraite sportive. Jem Carney deviendra par la suite le garde du corps du millionnaire George Alexander Baird.

## Distinction
- Jem Carney est membre de l'International Boxing Hall of Fame depuis 2006[1].

## Référence
1. ↑  (en) Biographie sur le site de l'International Boxing Hall of Fame (ibhof.com)